# Ochotona roylei
Ochotona roylei és una espècie de pica de la família dels ocotònids que viu a la Xina, l'Índia, el Nepal i el Pakistan.
Aquest tàxon fou anomenat en honor del metge i botànic britànic John Forbes Royle.